# Kanarraville
Kanarraville est une municipalité américaine située dans le comté d'Iron en Utah.
Lors du recensement de 2010, sa population est de 355 habitants. La municipalité s'étend alors sur une superficie de 0,46 mille carré (1,19 km2).
Kanarraville est nommée en l'honneur de Kanarra (ou Quanarrah), un chef amérindien piute.